# Calotes jerdoni
Espèce
Synonymes
- Calotes yunnanensis Annandale, 1905

Calotes jerdoni est une espèce de sauriens de la famille des Agamidae.

## Répartition
Cette espèce se rencontre en Inde du Nord-Est, au Bhoutan et en Birmanie.

## Description

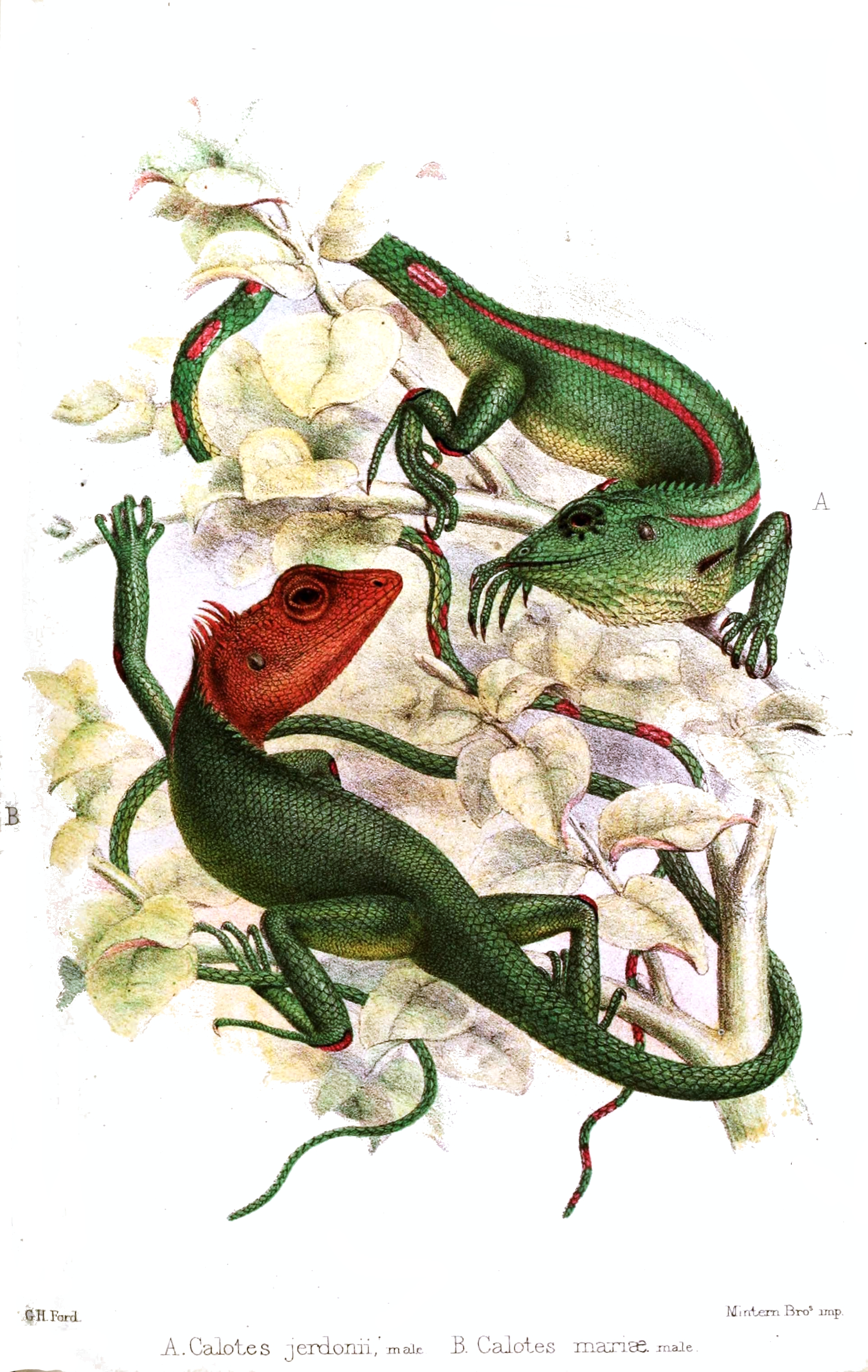
Calotes jerdoni en haut, Calotes maria en bas.

C'est un saurien ovipare.

## Étymologie
Cette espèce est nommée en l'honneur de Thomas Caverhill Jerdon.

## Publication originale
- Günther, 1870 : Descriptions of a new Indian lizard of the genus Calotes. Proceedings of the Zoological Society of London, vol. 1870, p. 778-779 (texte intégral).